# Tandvårdshögskolan
Tandläkarhögskolan är en vanlig informell beteckning på odontologiska fakulteter i Sverige, som förutom vid Malmö universitet, även finns vid Karolinska Institutet, Göteborgs universitet (Sahlgrenska akademin) och vid Umeå universitet.

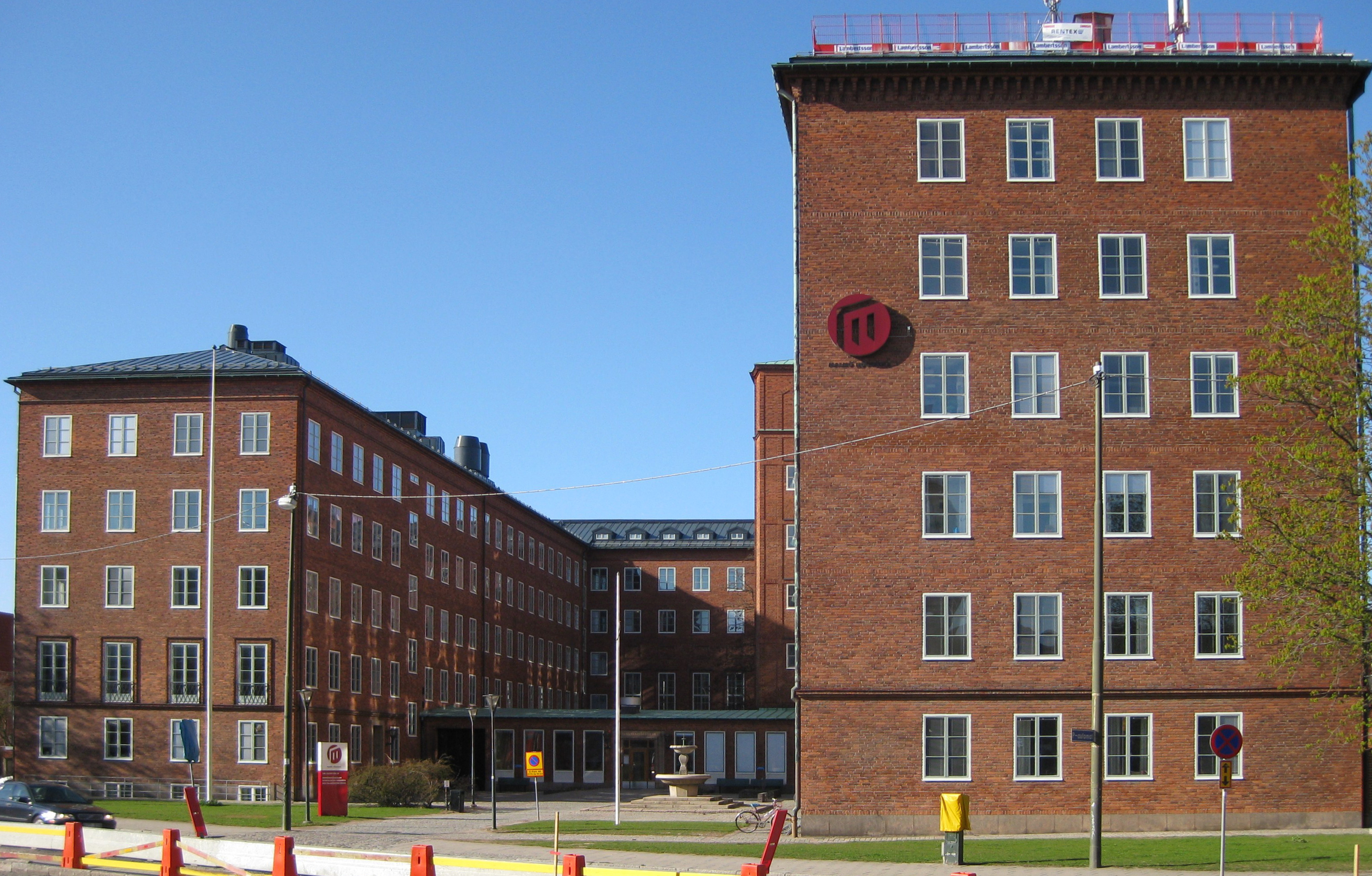
Tandvårdshögskolan sedd från Carl Gustafs väg i söder. Huvudingången ligger i norra änden vid Smedjegatan.

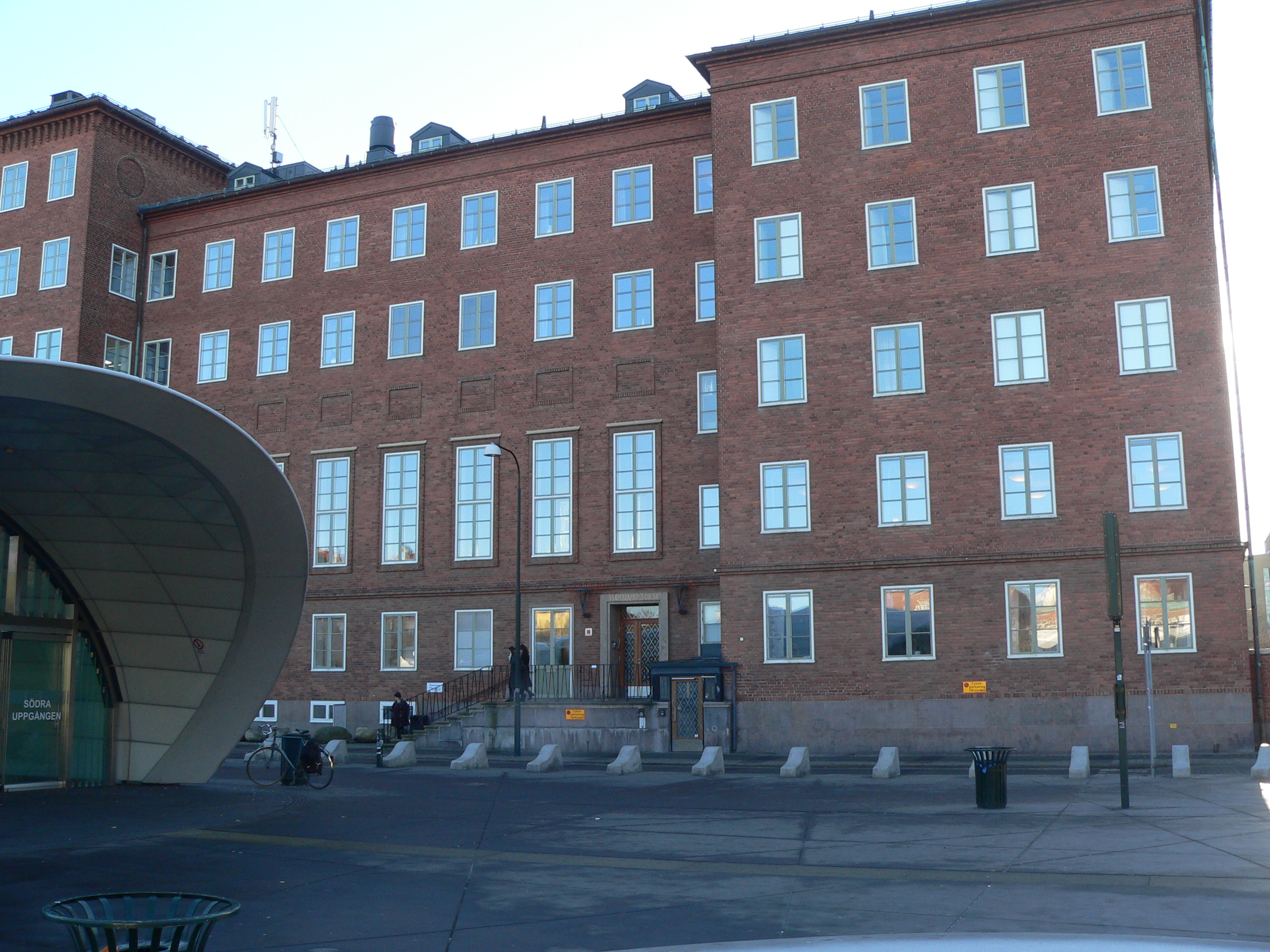
Fasaden mot Smedjegatan. I vänstra kanten syns södra nedgången till Triangelns station.

Tandvårdshögskolan i Malmö utgör sedan 1999 en odontologisk fakultet inom Malmö universitet. Tandvårdshögskolan grundades 1948 som en självständig tandläkarhögskola, men uppgick 1964 i Lunds universitet som dess odontologiska fakultet. Senare utökades läroanstalten till att även innefatta utbildning av tandhygienister och tandtekniker och fick då namnet Tandvårdshögskolan, vilken 1999 överfördes från Lunds universitet till Malmö högskola. Ursprungligen kallades den Kungliga Tandläkarhögskolan och av studenterna fick den också smeknamnet "Käftis".

## Historik
Länge var Tandläkareinstitutet (senare Tandläkarhögskolan) i Stockholm, grundat 1898, den enda tandläkarutbildningen i Sverige. Frågan om en ytterligare utbildningsinrättning väcktes redan 1918 och samtidigt ökade befolkningen och dess sockerkonsumtion. Det skapade ett behov av fler tandläkare och grundandet av folktandvården 1938 inledde strävan att låta alla få tillgång till tandvård. Först 1946 beslöt så riksdagen att förlägga den nya tandläkarhögskolan till Malmö.
Tandläkarhögskolan var den första akademiska utbildning som gavs i Malmö. Som självständig högskola hade Tandläkarhögskolan i Malmö promotionsrätt och odontologie doktorsgrad avlades där från 1953.
Under de olika organisationstillhörigheterna har utbildningen och forskningen hela tiden bedrivits på samma ställe i området Rådmansvången i Malmö, i närheten av sjukhusområdet i byggnader som började uppföras 1946 för detta ändamål. Arkitekt var Ernst Hawerman och Nils G:son Friberg. Sedan öppnandet 2010 ligger den underjordiska järnvägsstationen Triangelns södra ingång intill skolbyggnaden.

## WHO Collaborating Center
Vid Tandvårdhögskolan finns sedan 1986 ett WHO Collaborating Center for Education, Training & Research in Oral Health. Det innebär att Tandvårdshögskolan stöder WHO:s globala hälsoarbete. 
Som en del i detta samarbete ansvarar Tandvårdshögskolan för en global databas över världstandhälsan: WHO Oral Health Country/Area Profile Project. Databasen etablerades vid årsskiftet 1995/96 och uppdateras ständigt. Verksamheten syftar till att presentera information om de orala sjukdomarnas epidemiologi för världens länder samt att ge information om t.ex. tandvårdspersonal, utbildningsaspekter och riskfaktorer.

## Rektorer och dekaner

### Rektorer för Tandläkarhögskolan
- 1948–1949: Gösta Glimstedt, professor i histologi, Lund
- 1949–1955: Sven Sellman, professor i cariologi
- 1955–1958: Carl Michael Seipel, professor i ortodonti
- 1958–1964: Sven Sellman, professor i cariologi

### Dekaner för Odontologiska fakulteten
- 1964–1971: Göte Nyqvist, professor i oral protetik
- 1971–1974: Karl-Åke Omnell, professor i odontologisk röntgendiagnostik
- 1974–1976: Lars Hammarström, professor i cariologi
- 1976–1977: Göran Frostell, professor i cariologi
- 1977: Lars Granath, professor i barntandvård
- 1978–1984: Bengt Öwall, docent i oral diagnostik
- 1984–1989: Per-Olof Glantz, professor i oral protetik
- 1989–1990: Stig Edwardsson, professor i oral mikrobiologi
- 1990–1993: Rolf Attström, professor i parodontologi
- 1993–1998: Per-Olof Glantz, professor i oral protetik
- 1999–2009: Lars Matsson, professor i pedodonti
- 2009–2012: Lars Bondemark, professor i ortodonti
- 2012–2017  Björn Klinge, professor i parodontologi
- 2017–2023: Gunilla Klingberg, professor i pedodonti
- 2023–: Per Alstergren, professor i orofacial smärta och käkfunktion